# The Buffet (álbum)
The Buffet es el decimotercer álbum de estudio del cantante y compositor de R&B y Soul americano R. Kelly. Fue publicado el 11 de diciembre de 2015, por RCA Records. El álbum cuenta con las apariciones de Lil Wayne, Jhene Aiko, Ty Dolla $ign, Jeremih, Juicy J, Wizkid y Tinashe. El álbum también marca el debut de la hija de Kelly, Joann Kelly, bajo el nombre artístico de Ariirayé.

## Antecedentes
En un principio el álbum iba a ser la continuación de Black Panties, llamada White Panties, pero en mayo de 2015 Kelly anunció que el título del álbum fue modificado por The Buffet, porque según él "es una variedad de cosas" y el álbum contiene una mezcla de géneros diferentes de música, entre ellos country, blues y soul. Según Kelly escribió más de 462 canciones durante el proceso de desarrollo del álbum. Entre las canciones hay un tema llamado Planet al que le dio promoción, pero finalmente no entró en el listado final del álbum. 

## Sencillos
"Backyard Party" fue el primer sencillo oficial del álbum. Fue lanzado el 21 de agosto de 2015. Se trata de una mezcla entre R&B y Funk. La composición y producción de la canción es acreditada a Kelly. El tema alcanzó el número 6 en la lista estadounidense de R&B adulto en Billboard.
"Switch Up" fue el segundo sencillo oficial del álbum. Fue lanzado el 6 de noviembre de 2015. La canción tiene como invitados al rapero americano Lil Wayne y al cantante de R&B Jeremih. La composición y la producción de la canción se le acredita a R. Kelly, en colaboración con J-Holt y Cem T.

### Sencillos promocionales
"Marching Band" y "Wake Up Everybody" fueron lanzadas como canciones gratuitas, junto con la opción de pedido adelantado en iTunes.

## Recepción crítica
Desde su lanzamiento, The Buffet recibió críticas mixtas por parte de la crítica profesional. Muchos críticos han aplaudido la producción del álbum, pero añaden que no aporta nada nuevo a la discrografía de Kelly. En Metacritic el álbum recibió una puntuación de 60 sobre 100, basándose en 9 reseñas, indicando que tiene críticas mixtas o normalizadas. Andy Kellman de AllMusic otorgó al álbum tres estrellas sobre cinco, declarando que el álbum "tiene más dimensiones que Black Panties". Andy Gill de The Independent dio al álbum tres estrellas de cinco, diciendo que el álbum está "lejos de los mejores trabajos de Kelly", añadiendo que "en sí es una buena oferta." Dan Weiss de Spin le dio al álbum un 7 de 10, diciendo que el LP es "como los 12 álbumes que están detrás de él: difícil de disfrutar objetivamente", pero añadiendo que "es mejor que cualquier otro álbum de Kelly."

## Rendimiento comercial
El álbum debutó número 16 en la lista de Billboard 200 de EE.UU, vendiendo la primera semana un equivalente a 39 000 copias, siendo el undécimo álbum más vendido de la semana. También fue el decimotercer álbum de Kelly en debutar número 1 en la lista de álbumes R&B/Hip-Hop de Billboard. Aun así, es el álbum con peor rendimiento comercial de Kelly. En la siguiente semana, el álbum vendió un equivalente de 26,000 copias.

## Lista de canciones
| Versión Estándar |                                                |                                   |          |  |
| N.º              | Título                                         | Productor                         | Duración |  |
| 1.               | «The Poem»                                     | R. Kelly                          | 1:19     |  |
| 2.               | «Poetic Sex»                                   | Kelly Hindes                      | 4:21     |  |
| 3.               | «Anything Goes» (featuring Ty Dolla $ign)      | Kelly D'Mile                      | 4:35     |  |
| 4.               | «Let’s Make Some Noise» (featuring Jhené Aiko) | Kelly Walker                      | 4:14     |  |
| 5.               | «Marching Band» (featuring Juicy J)            | Dr. Luke Cirkut A.C. JMIKE Kelly  | 3:56     |  |
| 6.               | «Switch Up» (featuring Lil Wayne and Jeremih)  | Kelly J-Holt Cem T.               | 3:24     |  |
| 7.               | «Wanna Be There» (featuring Ariirayé)          | Kelly S1 Epikh Pro                | 4:15     |  |
| 8.               | «All My Fault»                                 | Kelly                             | 3:25     |  |
| 9.               | «Wake Up Everybody»                            | Kelly                             | 3:41     |  |
| 10.              | «Get Out of Here With Me»                      | Kelly Lyle                        | 4:17     |  |
| 11.              | «Backyard Party»                               | Kelly                             | 3:32     |  |
| 12.              | «Sextime»                                      | Kelly Bigg Makk Manuel            | 4:14     |  |
| 13.              | «Let’s Be Real Now» (featuring Tinashe)        | Kelly Cashmere Cat Joshua Coleman | 3:05     |  |
| 14.              | «I Just Want to Thank You» (featuring Wizkid)  | Kelly Maejor                      | 3:23     |  |
| 15.              | «Keep Searchin’»                               | Kelly                             | 4:31     |  |
| 16.              | «Sufferin’»                                    | Kelly                             | 4:00     |  |
| 17.              | «I Tried»                                      | Kelly Bigg Makk                   | 4:09     |  |
| 18.              | «Barely Breathin’»                             | Kelly                             | 4:45     |  |